# 隣の影
『隣の影』（となりのかげ、アイスランド語原題：Undir trénu）は、2017年のアイスランド・デンマーク・ポーランド・ドイツのブラックコメディ・ドラマ映画。ハーフシュテイン・グンナル・シーグルズソン監督の長編3作目の作品で、出演はステインソウル・フロアル・ステインソウルソンとエッダ・ビヨルグヴィンズドッテルなど。些細なことが原因で隣家が全面対決に至る姿を描いた不条理サスペンス。
2017年8月から9月にかけて開催された第74回ヴェネツィア国際映画祭で初上映された。日本では2018年7月に開催されたSKIPシティ国際Dシネマ映画祭2018において『あの木が邪魔で』のタイトルで上映された後、2019年7月27日から『隣の影』のタイトルで一般上映された。
アイスランドのアカデミー賞にあたる第20回エッダ賞において、作品賞や監督賞など主要7部門で受賞を果たした。第90回アカデミー賞外国語映画賞のアイスランド代表に選ばれたが、ノミネートには至らなかった。

## ストーリー
郊外の閑静な住宅街に暮らす老夫婦、バルドウィンとインガは、庭の木を巡って隣家に住むコンラウズとエイビョルグの夫婦と対立していた。当初は双方ともに表面的には冷静さを保っていたものの、徐々に感情的になっていき、身近で起きた不審な出来事を全て相手の嫌がらせだと思うようになる。そんなある日、インガの愛猫が行方不明になる。かねてより長男の失踪（遺体は見つかっていないが自殺したものと見られている）という現実を受け入れられず、精神的に弱っていたインガは、隣家の夫婦によるものだと完全に思い込み、隣家の飼い犬を勝手に剥製にしてしまう。ようやく妊活が成功したばかりのエイビョルグは激しいショックを受け、怒ったコンラウズは全ての元凶である木を夜中に勝手に切り倒そうとする。それに気付いたバルドウィンはコンラウズを止めようとするが、2人が揉み合ううちに木が倒れる。そして、隣家を見張る目的でバルドウィンが張っていたテントが下敷きとなり、その中で寝ていた次男アトリが亡くなってしまう。嘆き悲しむバルドウィンはコンラウズの家に押し入ると、2人は激しい殺し合いを始め、相討ちとなって共に死んでしまう。
しばらくして、インガはタバコを吸いながら切り株だけが残った庭を眺めている。そこに愛猫が何事もなかったかのように戻ってくる。

## キャスト
- アトリ: ステインソウル・フロアル・ステインソウルソン（アイスランド語版） - 妻に家を追い出された男。
- インガ: エッダ・ビヨルグヴィンズドッテル（英語版） - アトリの母親。
- バルドウィン: シグルヅル・シグルヨンソン（アイスランド語版） - アトリの父親。
- コンラウズ: ソルステイン・バフマン（英語版） - バルドウィンとインガ夫妻の隣人。
- エイビョルグ: セルマ・ビヨルンズドッテル（アイスランド語版） - コンラウズの妻。
- アグネス: ラウラ・ヨハナ・ヨンズドッテル - アトリの妻。

## 作品の評価

### 映画批評家によるレビュー
Rotten Tomatoesによれば、批評家の一致した見解は「『隣の影』は観る者を明らかに暗い領域に導くが、それは狡猾な知性と驚くほどのユーモアのセンスに裏打ちされている。」であり、65件の評論のうち高評価は85%にあたる55件で、平均点は10点満点中7.1点となっている。Metacriticによれば、20件の評論のうち、高評価は17件、賛否混在は3件、低評価はなく、平均点は100点満点中75点となっている。

### 受賞歴
- 第20回エッダ賞[4][8]
  - 作品賞
  - 監督賞
  - 脚本賞
  - 男優賞（ステインソウル・フロアル・ステインソウルソン（アイスランド語版））
  - 女優賞（エッダ・ビヨルグヴィンズドッテル（英語版））
  - 助演男優賞（シグルヅル・シグルヨンソン（アイスランド語版））[9]
  - 視覚効果賞
- ファンタスティック・フェスト2017[8]
  - 長編コメディ部門監督賞
- ダブリン国際映画祭2017[8]
  - 撮影賞
- デンバー映画祭2017[8]
  - クシシュトフ・キェシロフスキ賞（最優秀作品賞）
- SKIPシティ国際Dシネマ映画祭2018[10]
  - 国際コンペティション部門監督賞
- ハンプトンズ国際映画祭2017[8]
  - 長編ナラティヴ作品賞
- 第90回アカデミー賞外国語映画賞アイスランド代表（ノミネートには至らず）